# Fékezhetetlen (film)
A Fékezhetetlen (angolul: Lawless, jelentése: törvény nélküli) 2012-ben bemutatott amerikai gengszterfilm John Hillcoat rendezésében. A forgatókönyvet Nick Cave írta, Matt Bondurant 2008-as Fékezhetetlen – A világ legszittyósabb vidéke című történelmi regénye alapján. A főbb szerepekben Shia LaBeouf, Tom Hardy, Gary Oldman, Mia Wasikowska, Jessica Chastain, Jason Clarke és Guy Pearce látható.
A film előkészületei nagyjából három évig tartottak, világpremierje a 2012-es cannes-i fesztiválon volt. 2012. augusztus 29-én került az észak-amerikai mozikba. Magyarországon a Fórum Hungary mutatta be szeptember 13-án.

## Cselekmény
A történet középpontjában három fivér, Jack, Forrest és Howard Bondurant, akik szeszt csempésztek a virginiai Franklin megyében az amerikai szesztilalom idején.

## Szereplők
| Szerep                        | Színész          | Magyar hang     |
| ----------------------------- | ---------------- | --------------- |
| Jack Bondurant                | Shia LaBeouf     | Hamvas Dániel   |
| Forrest Bondurant             | Tom Hardy        | Bozsó Péter     |
| Howard Bondurant              | Jason Clarke     | Czvetkó Sándor  |
| Charley Rakes                 | Guy Pearce       | Széles László   |
| Maggie Beauford               | Jessica Chastain | Zsigmond Tamara |
| Bertha Minnix                 | Mia Wasikowska   | Molnár Ilona    |
| Cricket Pate                  | Dane DeHaan      | Előd Botond     |
| Danny                         | Chris McGarry    | Németh Gábor    |
| Mason Wardell                 | Tim Tolin        | Karsai István   |
| Floyd Banner                  | Gary Oldman      | Epres Attila    |
| Henry Abshire seriffhelyettes | Lew Temple       | Megyeri János   |
| Jeff Richards seriffhelyettes | Marcus Hester    |                 |
| Hodges seriff                 | Bill Camp        | Rosta Sándor    |
| Tizwell Minnix                | Alex Van         | Konrád Antal    |
| Gummy Walsh                   | Noah Taylor      | Presits Tamás   |
| Jimmy Turner                  | Bruce McKinnon   | Forgács Gábor   |

## A film készítése
Matt Bondurant író nagyapja, Jack Bondurant és nagyapja fivérei, Forrest és Howard szesztilalom alatti szeszcsempész tevékenységéről írta meg 2008-as Fékezhetetlen (The Wettest County in the World) című regényét. A könyv megfilmesítési jogait már 2008-ban megvette Douglas Wick és Lucy Fisher producer, mellyel John Hillcoat rendezőt keresték meg. Hillcoat később a következőket fűzte a történethez: „Ironikusan [a szeszcsempészet] vonta be [a Bondurantokat] a korrupció és törvénytelenség őrült világába, de többnyire túléltek, mindenen túljutottak, és igazából üzletelni kezdtek, családot alapítottak. És hagyományosan a gengszterfilmek arra tanítanak minket, hogy fizetnünk kell a bűneinkért. Általában a gengsztert tündöklő dicsőségben lelövik, és nem kel fel újra.” Hillcoatot és Nick Cave forgatókönyvírót – akik már korábban is együtt dolgoztak Az ajánlat című 2005-ös filmen – a Bondurantok sikere vonzotta a történethez. „[I]mádtuk, hogy a regényben megjelent, ahogy ezek közül a srácok közül sokan halhatatlannak kezdték érezni magukat a sok-sok megpróbáltatás után.”

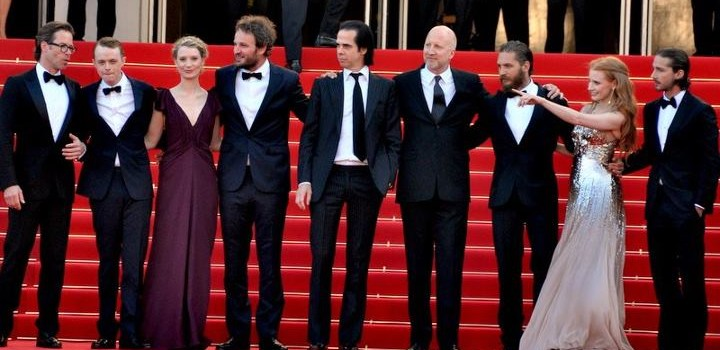
Pearce, DeHaan, Wasikowska, Clarke, Cave, Hillcoat, Hardy, Chastain és LaBeouf a 2012-es cannes-i fesztiválon

Az első színész, akit  a filmhez kiválasztottak, Shia LaBeouf volt. LaBeouft Jack, a legfiatalabb Bondurant-fivér szerepére szerződtették. James Franco játszotta volna Howardot, Ryan Gosling Forrestet, valamint Amy Adams és Scarlett Johansson is szerepet kapott. Az eredetileg The Wettest County in The World (A világ legszittyósabb megyéje) címet viselő filmet átkeresztelték The Promised Landre (Az ígéret földje). A forgatást 2010 februárjában kezdték volna, de januárban kiderült, hogy a projekt finanszírozási okokból szétesett, csak LaBeouf maradt a filmnél. Azt mondta, hogy miután látta a Bronson című 2008-as filmet, „hazamentem, és írtam Tom[ Hardy]nak egy levelet, hogy a rajongója lettem. Küldött egy forgatókönyvet, mire én elküldtem a Fékezhetetlent. Felhívott, és azt mondta: »Ez kibaszott jó!«” Benoît Delhomme operatőr javasolta Jessica Chastaint Hillcoatnak. Chastain így nyilatkozott: „Nagy rajongója vagyok Az ajánlatnak. Még el sem olvastam a forgatókönyvet, amikor azt mondtam [Hillcoatnak]: »Ha engem választasz, én megcsinálom.« Minden szerepemet az alapján választom ki, hogy »Csináltam már hasonlót? Ezzel ismételem magamat?« A Fékezhetetlen új lehetőséget nyújtott.” Hardy és Chastain csatlakozását 2010 decemberében jelentették be, amikor már a pénzügyi keret is megvolt a film elkészítéséhez Michael Benaroyától (Benaroya Pictures) és Megan Ellisontól (Annapurna Pictures). Jason Clarke-ot és Dane DeHaant 2011 januárjában választották ki. Guy Pearce, Gary Oldman és Mia Wasikowska 2011 februárjában csatlakoztak a stáboz.
Cave szerint „sok igazán brutális dolog nem került bele a filmbe. A könyvben elandalít az írás szép költőisége, majd hirtelen arcon csap a gyilkolás grafikus leírása. Megpróbáltam annyira hű maradni ehhez, amennyire csak tudtam.” Továbbá azt mondta, hogy a filmesek „megpróbáltok olyan közel maradni az eredeti történethez, amennyire lehetett”, és hogy „megváltoztattuk Rakes személyiségének és temperamentumának aspektusait, hogy jobban passzoljon [Pierce-hez] a szerep.” Pierce kiválasztása előtt „Rakes, Rakes szerepe, sokkal inkább hasonlított a könyvbelire. Egy undok vidéki zsaru volt. Városi zsaruvá tettük, zavart szexualitást adtunk neki, meg a többit.” Rakes filmbeli hajviseletét Pierce talált ki.
A Fékezhetetlent 2011 elején forgatták számos helyszínen a Georgia állambeli Atlanta környékén, így Newnanban, Grantville-ben, Haralsonban, LaGrange-ben, a Carroll megyei McIntosh parkban és a gayi Red Oak Creek fedett hídnál. A szereplőgárda Peachtree Cityben lakott a gyártás fárom hónapja alatt, és Hillcoat minden hétvégén részletekett vetített nekik a nyers felvételekből. Hillcoat és Delhomme Roger Deakins és Harris Savides operatőrökkel konzultálva döntöttek a digitális képrögzítés mellett. A Fékezhetetlenhez az Arri Alexa digitális kamerarendszer használatát választották, és Delhomme mindig két kamerát használt forgatáskor. Momentum Pictures és anyavállalata Alliance Films 2011 márciusában megvásárolta a nagy-britanniai és kanadai forgalmazási jogokat. A Weinstein Company 2011 májusában megvette az USA-beli forgalmazási jogokat. A film címe 2011 márciusában változott a végleges Lawlessre.

Cave Warren Ellisszel szerezte a film zenéjét. Erről így nyilatkozott: 
Nem akartunk nagyon amerikai filmzenét készíteni, a szó csillivilli értelmében. […] Magunk akartuk csinálni ezt a zenét. És a »magunk« alatt azt értem, hogy mi is játszottuk fel – én és Warren meg pár zenészismerős, még ha nem is tudunk semmit a bluegrass zenéről, vagy a bluegrass részünk igen korlátozott. És így valami olyat kaphattunk, ami nagyon nyers, brutális és korhadt, és az is volt a célunk, nem a műfaj előtti tisztelgés. Elhatároztuk, hogy fogjuk ezeket a dalokat, és magunk módján csináljuk őket.

## Zene
A film zenéje 2012. augusztus 28-án jelent meg.
| 1.    | Fire and Brimstone             | Fred Lincoln Wray Jr.                                | The Bootleggers feat. Mark Lanegan                                            | 4:27 |
| 2.    | Burnin' Hell                   | Bernard Besman / John Lee Hooker                     | The Bootleggers feat. Nick Cave                                               | 1:56 |
| 3.    | Sure 'Nuff 'N Yes I Do         | Herb Bermann / Don Van Vliet                         | Ralph Stanley                                                                 | 1:27 |
| 4.    | Fire In the Blood              | Nick Cave & Warren Ellis                             | The Bootleggers feat. Emmylou Harris                                          | 1:10 |
| 5.    | White Light/White Heat         |                                                      | The Bootleggers feat. Mark Lanegan                                            | 4:24 |
| 6.    | Cosmonaut                      |                                                      | The Bootleggers feat. Emmylou Harris                                          | 3:42 |
| 7.    | Fire In the Blood / Snake Song | Nick Cave & Warren Ellis / Townes Van Zandt          | The Bootleggers feat. Emmylou Harris, Nick Cave, Ralph Stanley & Warren Ellis | 4:25 |
| 8.    | So You'll Aim Towards the Sky  |                                                      | The Bootleggers feat. Emmylou Harris                                          | 5:57 |
| 9.    | Fire In the Blood              | Nick Cave & Warren Ellis                             | The Bootleggers feat. Emmylou Harris                                          | 1:06 |
| 10.   | Fire and Brimstone             |                                                      | Ralph Stanley                                                                 | 2:12 |
| 11.   | Sure 'Nuff 'N Yes I Do         |                                                      | The Bootleggers feat. Mark Lanegan                                            | 2:35 |
| 12.   | White Light / White Heat       |                                                      | Ralph Stanley                                                                 | 1:38 |
| 13.   | End Crawl                      |                                                      | Nick Cave & Warren Ellis                                                      | 4:00 |
| 14.   | Midnight Run                   | Marc Copely / James Bernard Dolan / Adam Stuart Levy | Willie Nelson                                                                 | 2:37 |
| 41:36 |                                |                                                      |                                                                               |      |

## Fordítás
Ez a szócikk részben vagy egészben  a   Lawless (film) című angol Wikipédia-szócikk fordításán alapul.  Az eredeti cikk szerkesztőit annak laptörténete sorolja fel. Ez a jelzés csupán a megfogalmazás eredetét és a szerzői jogokat jelzi, nem szolgál a cikkben szereplő információk forrásmegjelöléseként.